# The Atlantics
The Atlantics, australiskt surfrock-band. Gruppen var omåttligt populär i sitt hemland och nådde 1963 toppen på de australiska listorna med "Bombora", och fick också stora framgångar med uppföljaren "The Crusher". De försvann från listorna när brittiska artister började ta över 1964. Under senare delen av 1960-talet lämnade gruppen surfstilen för ett mer pop-inspirerat sound.

## Diskografi (urval)
Album
- 1963 – Bombora
- 1963 – Now It's Stompin' Time
- 1964 – The Explosive Sound of the Atlantics
- 1965 – The Atlantics Greatest Hits (samlingsalbum)

Singlar
- 1963 – "Moon Man" / "Dark Eyes"
- 1963 – "Bombora" / "Greensleeves"
- 1963 – "The Crusher" / "Hootenanny Stomp"
- 1964 – "War of the Worlds" / "The Bow Man"
- 1964 – "The Wild Ones" / "Rumble and Run"
- 1964 – "Teensville" / "Boo Boo Stick Beat"
- 1965 – "Giant" / "Mirage"
- 1965 – "Goldfinger" / "Bumble Boogie"
- 1965 – "Peter Gunn" / "Chief Whooping-Koff"

EPs
- 1963 – Bombora ("Bombora" / "Surfer's Paradise" / "Blue Bottles" / "The Gremlin King")
- 1963 – Now It's Stompin' Time ("The Crusher" / "The Gremlin From the Kremlin" / "Shark Attack" /"Stompin' Time")
- 1964 – The Explosive Sounds of the Atlantics ("Teddy Bears Picnic Stomp" / "Cherry Pink and Apple Blossom White" / "Secret Love" / "Three Coins in a Fountain")